# Kooperativní výuka
Kooperativní výuka je souhrn strategií, metod a technik výuky, která je založena na spolupráci žáků při dosahování společného cíle v malých skupinách. Kooperativní výuka se začala rozvíjet od 70. let převážně v USA a dnes je praktikována v několika zemích světa a je uznávána jako pedagogická praxe, která podporuje socializaci a učení mezi studenty.  Teoretická východiska pro kooperativní výuku můžeme najít především v sociokognitivních a kognitivně-vývojových teoriích. Konkrétně v teorii L. S. Vygotského a J. Piageta. 

## Znaky kooperativní výuky
Bylo zformulováno pět znaků kooperativní výuky, díky kterým s velkou pravděpodobností nastane mezi žáky ve skupinách kooperace. Mezi znaky kooperativní výuky patří: 
1. Pozitivní vzájemná závislost – žáci ve skupině jsou vůči sobě v takové závislosti, že úspěch jedince závisí na úspěchu skupiny a naopak (já uspěji, pokud uspěješ i ty a naopak).
2. Osobní odpovědnost (individuální skládání účtů) - jedinec by se neměl ve skupině ztrácet, ale právě prostřednictvím spolupráce ve skupině by mělo docházet k individuálnímu rozvoji. Výkon každého jedince je zhodnocen a využit pro celou skupinu, takže všichni členové skupiny mají z kooperativního učení užitek.
3. Interakce tváří v tvář - žáci spolupracují v malých skupinách, kde vzájemně komunikují a poskytují si bezprostřední zpětnou vazbu.
4. Interpersonální dovednosti a dovednosti pro práci ve skupině - aby mohlo probíhat kooperativní vyučování, musí být žáci vybaveni určitými interpersonálními dovednostmi a dovednostmi pro práci ve skupině, a proto jsou tyto dovednosti ve vyučování vědomě využívány a formovány. Tyto dovednosti jsou spojené například s komunikací, důvěrou, podporou, konstruktivním řešením problémů a konfliktů, akceptováním se a podobně.
5. Reflexe skupinové činnosti - členové skupiny si navzájem poskytují zpětnou vazbu a diskutují o úspěchu či neúspěchu svých akcí, na základě čehož stanovují kroky a postupy pro další kooperativní činnost. Na reflexi tedy do jisté míry závisí úspěch další kooperativní činnosti.

Těchto pět znaků tvoří kostru kooperativní výuky. Nemůžeme tedy vynechat jediný znak, pokud chceme zachovat podstatu kooperativní výuky a usilujeme o to, aby mezi žáky ve skupinách probíhala kooperace. 

## Kooperativní výuka nerovná se skupinová výuka
Kooperativní výuka využívá skupinové organizační formy, stejně jako výuka skupinová. Kooperativní výuku však nelze ztotožňovat se skupinovou výukou. Hlavní rozdíl je v tom, že zatímco skupinová výuka kooperaci při dosahování cíle předpokládá, znaky kooperativní výuky nastavují základní faktory, za kterých ke kooperaci s vysokou pravděpodobností dojde. O kooperativním učení se často mluví ve smyslu „vyšší formy skupinového učení“.  Jinými slovy je kooperativní výuka podobná skupinové v tom, že sdružuje žáky do skupin, ale kooperativní výuku od skupinové odlišují právě znaky kooperativní výuky, které napomáhají tomu, aby žáci ve skupinách pracovali kooperativně, tedy spolu a ne pouze vedle sebe.

## Teorie sociální vzájemné závislosti
Teorie sociální vzájemné závislosti vedla k definování základního znaku kooperativní výuky – pozitivní vzájemné závislosti. V návaznosti na práci Kurta Lewina zformuloval Morton Deutsch na konci 40. let minulého století tři základní podoby vzájemné závislosti mezi jedinci (žáky), kteří spolupracují při řešení úkolu. Těmito třemi podobami jsou: individualistická, kompetitivní a kooperativní. 
- Individualistická – v individualistické podobě závislost mezi jedinci neexistuje. Lidé dosahují svých cílů bez ohledu na to, zdali i ostatní dosahují svého cíle (můj úspěch nijak neovlivňuje úspěch ostatních a naopak). [1][2][6][8]
- Kompetitivní – v kompetitivní podobě se lidé nachází v negativní vzájemné závislosti. Jedinec dosáhne cíle v tom případě, když ostatní cíle nedosáhnou (já uspěji, když ty neuspěješ a naopak). [1][2][6][8][10][11]
- Kooperativní – v kooperativní podobě se lidé nachází v pozitivní vzájemné závislosti. Jedinec dosáhne svého cíle právě tehdy, když i ostatní účastníci situace, se kterými je v kooperativním spojení, dosáhnou cíle (já uspěji, pokud uspěješ i ty a naopak). [1][2][6][8][10][11]